# دهستان عزیزک
عزیزک، دهستانی از توابع بخش بهنمیر شهرستان بابلسر در استان مازندران است.

## جمعیت
براساس سرشماری سال ۱۳۸۵جمعیت آن ۳۸۶۰ نفر (۱۰۴۰ خانوار) بوده‌است.